# Ady Endre
Ady Endre (węg. Érmindszent) – wieś w Rumunii, w okręgu Satu Mare, w gminie Căuaș. W 2011 roku liczyła 124 mieszkańców. 